# Villevallier
Villevallier település Franciaországban, Yonne megyében. Lakosainak száma 417 fő (2022. január 1.). Villevallier Armeau, Villecien, Cézy, Dixmont, Joigny és Saint-Julien-du-Sault községekkel határos.

## Népesség
A település népessége az elmúlt években az alábbi módon változott:
| Lakosok száma | 419  | 423  | 468  | 424  | 420  | 419  | 418  | 417  | 417  |
|               | 2013 | 2015 | 2016 | 2017 | 2018 | 2019 | 2020 | 2021 | 2022 |